# Holmberg 15A
Pour les articles homonymes, voir Holmberg.
Holmberg 15A (en abrégé Holm 15A) est une galaxie elliptique supergéante située à environ 700 millions d'années-lumière. Elle est la galaxie la plus brillante de l'amas Abell 85, dont elle tire la nomination Abell 85 BCG et ACO 85 A. Elle a été découverte par l'astronome et cosmologiste suédois Erik Holmberg en 1937, puis sa source radio quasi ponctuelle sera découverte en 1985 par Chris O'Dea et Frazer Nelson Owen à l'aide du radiotélescope Very Large Array.

## Galaxie
La galaxie Holm 15A est une galaxie elliptique supergéante de type morphologique E7. Elle est une galaxie elliptique extrêmement grande, les mesures non détaillées de sa taille angulaire suggèrent que son diamètre est de 80 ± 10 kpc (∼261 000 al), mais une mesure bien plus précise montre plutôt un diamètre de 106,19 ± 2 kpc (∼346 000 al), allant d'une galaxie de taille comparable à 2,61 et 3,46 fois la taille de la Voie lactée. Holm 15A est aussi une galaxie parmi les plus lumineuses avec : une magnitude apparente de 13,50, une magnitude absolue ultraviolette de -18,55 ± 0,33, une magnitude absolue proche-infrarouge de -26,28 ± 0,33 et une magnitude absolue optique de -23,74 ± 0,33.

## Centre galactique
Le centre galactique de Holm 15A est un centre ultra-diffus l'un des plus grands connus à travers tout l'univers observable, vu depuis la Terre, il mesure 4,26′′ ± 0,06′′, corrélé avec sa distance de 700 millions d'années-lumière montre que le centre galactique est l'un des plus grands observés parmi les galaxies BCG, il mesure 4,57 ± 0,06 kpc (∼14 900 al) soit 18 fois trop grand, si l'on considère que le centre galactique classique des BCG mesure environ 1 kpc (∼3 260 al). Une limite théorique a été utilisée pour montrer que le centre galactique de Holm 15A est trop grand par rapport à "la limite cassure", qui semble montrer qu'au delà d'un centre galactique d'environ 3 kpc (∼9 780 al), il pourrait être instable et finir par se disloquer. Une possibilité pour la stabilité du centre est que le halo de matière noire d'Abell 85 soit très concentré au niveau de Holm 15A et il agit donc comme une masse supplémentaire qui stabilise le centre. Les multiples mesures suggèrent que la masse totale de toutes les étoiles est estimée à 1,7 x 1011 M☉, montrant que la masse des étoiles, la masse du trou noir super / ultra-massif et la masse du halo pourraient stabiliser le centre.

## Trou noir supermassif
Il a été confirmé que la source de rayonnement la plus importante du noyau galactique est un trou noir supermassif se situant au centre d'un quasar.
Les estimations varient de 2 à 310 milliards de masses solaires (M☉), et il peut arriver que les résultats montent bien plus hauts mais plusieurs donnent tous des résultats différents :
- En 2019, une équipe du VLT a utilisé l'instrument MUSE pour mesurer la vitesse des étoiles proches du centre galactique. Ils trouveront que le trou noir est d'une masse de 40 ± 0,8 milliards de M☉, cette étude fait que le trou noir de Holm 15A est le plus massif si l'on ne compte que ceux dont la masse a été mesurée directement[6].
- En 2014, une estimation a été faite à partir de mesures faite sur une source radio et LINER nommée 0039-095B, située au niveau du quasar. La source radio pourrait provenir d'un trou noir supermassif de la masse va de 10 milliards de M☉ à 1 billion de M☉, la deuxième estimation faisant du trou noir de Holm15A, le trou noir le plus massif dépassant même TON 618[5].
- En 2013, des estimations inférieures ont été données par Kormendy, Ho et al, les estimations basées sur des mesures de rayons X avec le XMM-Newton donnent une masse de 2,1 et 9,2 milliards M☉.
- En 2009, Kormendy et Bender ont donné une valeur de 260 milliards de M☉ dans un article. La même année, Lopez-Cruz est estimée à partir d'autre travaux que le trou noir supermassif de Holm15A avait une masse de l'ordre de ~100 milliards de M☉. Encore en 2009, Rusli et al. ont dérivé une valeur de 170 milliards de M☉ en utilisant la méthodologie du rayon de rupture.

Les estimations précédentes (~2010) de Lauer et al. ont joint une valeur de masse aussi élevée que 310 milliards de M☉ en utilisant la méthode du rayon de rupture du point gamma. De plus, le halo de matière noire de l'amas Abell 85 (ou Holm15A est la galaxie la plus brillante et massive) a une vitesse de dispersion du halo à ~750 km/s, ce qui ne peut s'expliquer que par un trou noir d'une masse supérieure à 150 milliards de M☉. Cela en fait l'un des trous noirs les plus massifs jamais découverts, classé comme un trou noir ultra-massif.